# شون أرمسترونغ
شون أرمسترونغ (بالإنجليزية: Shawn Armstrong)‏ هو لاعب كرة قاعدة أمريكي، ولد في 11 سبتمبر 1990 في نيوبيرن في الولايات المتحدة.

## وصلات خارجية
- شون أرمسترونغ على موقع دوري كرة القاعدة الرئيسي (الإنجليزية)
- شون أرمسترونغ على موقعبيزبول رفرنس.كوم (الدوري الرئيسي) (الإنجليزية)
- شون أرمسترونغ على موقعبيزبول رفرنس.كوم (الدوري الثانوي) (الإنجليزية)
- شون أرمسترونغ على موقع إي إس بي إن.كوم (أم.أل.بي) (الإنجليزية)
- شون أرمسترونغ على موقع مشجعي الرسوم البيانية (الإنجليزية)